# Jeunesse Blanquiste
 (mars 2025).
Motif : absence de sources secondaires centrées sur ce mouvement politique et pérennes. en l'état HC WP:NA et WP:NPP
- Archive Wikiwix
- Bing
- Cairn
- DuckDuckGo
- E. Universalis
- Gallica
- Google
- G. Books
- G. News
- G. Scholar
- Persée
- Qwant
- (zh) Baidu
- (ru) Yandex
- (wd) trouver des œuvres sur Wikidata

| 1. | Préciser le motif de la pose du bandeau. | Précisez le motif de la pose du bandeau en utilisant la syntaxe suivante : {{admissibilité à vérifier\|date=mai 2025\|motif=remplacez ce texte par le motif}}                            |
| 2. | Informer les utilisateurs concernés.     | Pensez à avertir le créateur de l'article, par exemple, en insérant le code ci-dessous sur sa page de discussion : {{subst:avertissement admissibilité à vérifier\|Jeunesse Blanquiste}} |

La Jeunesse Blanquiste (JB) est une organisation de jeunesse fondée en août 1891 gravitant dans l'orbite du CCSR (Comité central socialiste révolutionnaire) de Ernest Granger et Ernest Roche et du Parti Républicain Socialiste Français de Henri Rochefort et Alfred Gabriel, ayant pour but la propagande blanquiste, nationaliste, socialiste et antidreyfusarde. 

## Histoire
Née en août 1891, la Jeunesse Blanquiste (JB) apparaît comme un mouvement gravitant autour du Comité central socialiste révolutionnaire (CCSR) fondé en le 20 août 1889, par les dissidents blanquiste favorables au Boulangisme Ernest Granger et Ernest Roche (ainsi qu'une bonne partie des effectifs du Comité révolutionnaire central (CRC) de Édouard Vaillant) et encouragé par le pamphlétaire Henri Rochefort. 
Etablie d'abord dans le 13e arrondissement de Paris, la JB étends rapidement son champ d'intervention aux 1er, 2ème, 3ème, 11ème et 20ème arrondissements de Paris.

## Brochures publiées
- Trois années de lutte contre le dreyfusisme, 1900[2]
- Crapules et compagnie : Jaurès et la petite République, recueils de documents 1901[3]